# Itumba (Igunga)
Itumba ist ein Verwaltungsbezirk (englisch Ward) des Distrikts Igunga in der tansanischen Region Tabora.

## Geografie
Itumba ist ein ländlicher Bezirk im westlichen Teil des zentralen Hochlands von Tansania, etwa 120 Kilometer Luftlinie nordöstlich der Regionshauptstadt Tabora. Bei der Volkszählung 2022 lebten 12.957 Menschen in 1485 Haushalten auf einer Fläche von 354 Quadratkilometern.

Der Bezirk grenzt im Osten und Südosten an die Region Singida und sonst an vier Bezirke des Distrikts Igunga:
| Mtunguru  | Lugubu                                      |        |
| Tambalale | Kompassrose, die auf Nachbargemeinden zeigt | Urughu |
|           | Igoweko                                     | Mwaru  |

## Gliederung
Der Bezirk besteht aus drei Gemeinden (swahili Mtaa) mit elf Orten (Kitongoji):
| Itumba - Itumba Kati - Mhama Mmoja - Malugala - Ganganyika | Kityelo - Kityelo Magharibi - Kityelo Mashariki - Mazila A - Milumbi - Misongwa A | Chagana - Chagana A - Chagana B |

## Gesundheit
In Itumba liegt ein staatliches Gesundheitszentrum.